# Силва Феррейра, Эдилсон да
Эди́лсон да Си́лва Ферре́йра (порт.-браз. Edílson da Silva Ferreira; 17 сентября 1971 года, Салвадор, штат Баия) — бразильский футболист, выступавший на позиции нападающего. Чемпион мира 2002 в составе сборной Бразилии.

## Клубная карьера
Эдилсон родился в бразильском городе Салвадор, а его футбольная юность прошла в нескольких любительских клубах своего родного города. В 1990 году он получил приглашение от менеджера Жайми Браги присоединиться к клубу «Индустриал», который играл в Кампеонато Капишаба (футбольной лиге штата Эспириту-Санту), где он и стал профессиональным футболистом. Через год он переехал в «Танаби», играющий в лиге Паулиста А2, а его выступления привлекли внимание крупных клубов в штате Сан-Паулу. В 1992 году Эдилсон переходит в «Гуарани», а затем в «Палмейрас» в 1993 году, перейдя в который, побил трансферный рекорд бразильской Серии А, правда, уже через две недели, побитый другим футболистом — Эдмундо.

## Достижения

### Как игрок

#### Командные
- Чемпион мира: 2002
- Победитель Клубного чемпионата мира: 2000
- Чемпион Бразилии: 1992/93, 1993/94, 1997/1998, 1998/99
- Чемпион лиги Паулиста: 1992/93, 1993/94, 1998/1999
- Чемпион лиги Кариока: 2000/01
- Чемпион лиги Баияно: 2003/04
- Победитель турнира Рио—Сан-Паулу: 1993
- Победитель кубка чемпионов Бразилии: 2001
- Обладатель кубка Сул-Минас: 2002
- Обладатель Кубка ОАЭ: 2005

#### Личные
- Обладатель бразильского «Золотого Мяча» («Bola de Ouro»): 1998
- Лучший футболист Чемпионата мира среди клубов: 2000
- Лучший бомбардир чемпионата Кариока: 2001